# Falls Lake
Falls Lake is een stuwmeer in de Amerikaanse staat North Carolina.
Het meer ligt ca. 40 km ten noorden van de hoofdstad Raleigh en is een belangrijke bron van oppervlaktewater voor de Triangle, de 'randstad' Raleigh-Durham-Chapel Hill.
De voornaamste rivier van de staat, de Neuse voert door het meer en een zijrivier, de Eno komt erop uit.